# Bruno Görgen
Bruno Görgen (22. srpna 1777 Trevír – 29. května 1842 Vídeň) byl rakouský psychiatr.

## Život
Narodil se jako syn architekta v Trevíru; na přelomu století získal doktorát z medicíny ve Vídni. Ještě jako mladý lékař byl primářem oddělení pro duševně choré v c.k. všeobecné nemocnici, jejíž součástí byla i známá Narrenturm. Od roku 1813 Görgen usiloval o zvláštní léčebnu pro duševně nemocné a působil také jako expert na tyto otázky pro dvorní kancelář. Pro tento účel byl vybrán jako vhodný Palais Windischgrätz v Gumpendorfu u Vídně, kde v červenci 1819 mohl přijmout první pacienty. Instituce se později v květnu 1831 přestěhovala do bývalého majetku barona Heniksteina. Tím byl položen základ pro soukromou instituci v Döblingu, která existovala až do roku 1917. Görgenovy inovace spočívaly v tom, že pro duševně nemocné nikdy nepoužíval nátlakové zacházení (nepoužíval donucovací prostředky). Velký význam přikládal pracovní terapii nemocných, workshopům a léčivým účinkům hudby. V jeho ideálu už nejsou žádní dozorci, ale terapeuti. Nejznámějším obyvatelem ústavu byl pravděpodobně citově nemocný básník Nikolaus Lenau.
Po Görgenově nečekané smrti v roce 1842 převzal vedení instituce jeho syn Gustav (1814-1860). Na to navázal v roce 1860 Maxmilián Leidesdorf. V roce 1917 byla po Brunu Görgenovi pojmenována Görgengasse v 19. vídeňském obvodu Döbling.